# 深圳冰柜藏尸事件
深圳冰柜藏尸事件，是指2019年5月21日，深圳市罗湖区警方在金景花园的出租屋内发现藏于冰柜的3具尸体的事件。2019年5月，经媒体报道后，引发关注。据媒体报道，三位死者分别是：钱序德（66岁）、皇甫红英（67岁）、李兰珍（79岁）。三位老人系5月12日在河南商丘市跳楼身亡的钱立梅（41岁）的父亲、母亲和堂伯母，四人于2018年7月同钱立梅的外甥女缪兰（19岁）从南京“出游”后失踪。6月12日，深圳罗湖警方接受采访时，表示此事是事件，非案件，不予立案。据《南方周末》记者调查，四名死者都为“全能神”信徒。

## 事件经过
2018年7月，钱立梅、钱序德、皇甫红英、李兰珍、缪兰一家出游。
2018年9月，5人到达深圳。
2018年10月，钱序德去世，据缪兰称，其遗体北邮行李箱运到出租房放进冰柜。据警方通报钱序德符合在冠心病的基础上，因重症肺炎致急性呼吸循环功能障碍死亡。
2018年12月，李兰珍去世。经鉴定，其符合在重度营养不良及贫血的基础上，因患肺炎致急性呼吸功能障碍死亡。
2018年2月，皇甫红英去世，据缪兰称系绝食而亡。经鉴定，其符合在重度营养不良及贫血的基础上，因患大叶性肺炎致急性呼吸功能障碍死亡。
2019年5月7日，钱立梅到达商丘，和女儿同住酒店。
2019年5月12日，钱立梅欲“拉着女儿跳楼”未遂，后跳楼而死。
2019年5月21日，深圳市罗湖区警方在“金景花园”的出租屋内发现藏于冰柜的钱序德、皇甫红英、李兰珍三具尸体。